# Jan Niemojewski (kasztelan chełmiński)

Herb Rola

Jan Niemojewski herbu Rola (ur. 1531, zm. 1618) – kasztelan chełmiński.

## Rodzina
Syn Mateusza (zm. 1554). Poślubił Katarzynę Kostkę (1538–1604), córkę Stanisława (zm. 1555). Z małżeństwa urodziło się trzech synów i sześć córek. Synowie: Stanisław (zm. 1620), kasztelan chełmiński, Macieja Feliksa (zm. 1625), wojewoda pomorski, Jerzy (zm. 1615), kasztelan chełmiński. Córki: Elżbieta, późniejsza żona Macieja Orzelskiego, sędziego grodzkiego nakielskiego, Małgorzatę Rozdrażewską - żonę kasztelana śremskiego Kacpra Rozdrażewskiego (zm. 1611), Zofię - kasztelanową ciechanowską, żonę Franciszka Krasińskiego (zm. 1603), Kaczkowską, Grabską - starościnę kruszwicką i Kliczewską.

## Pełnione urzędy
Pełnił stanowisko sędziego grodzkiego inowrocławskiego od 1589 roku. Był deputatem na Trybunał Główny Koronny w 1594 roku. Od 1615 podkomorzym inowrocławskim. W latach 1611–1618 piastował urząd kasztelana chełmińskiego.